# کاتسوینکل (فولکانایفل)
کاتسوینکل (به آلمانی: Katzwinkel) یک شهر در آلمان است که در فولکانایفل واقع شده‌است. کاتسوینکل ۱۲۲ نفر جمعیت دارد.